# HEMTT

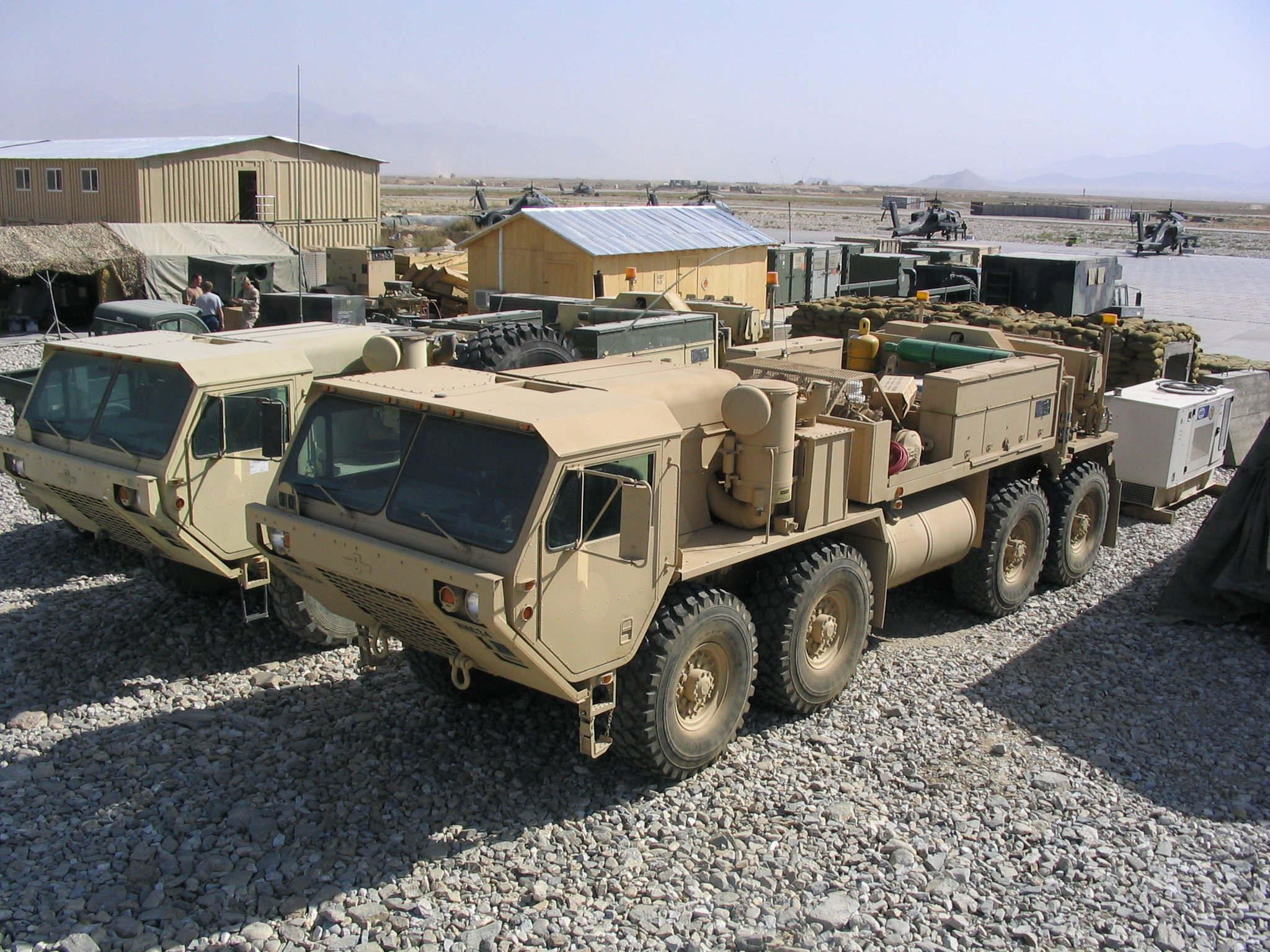
Két, kissé eltérő felépítményű M984 műszaki-mentő jármű

A HEMTT (Heavy Expanded Mobility Tactical Truck, magyarul: „nehéz, kibővített mozgékonyságú taktikai teherjármű”) az amerikai fegyveres erők teherszállító járműcsaládja, melyet 1982-ben állított hadrendbe az Amerikai Hadsereg. A 8×8, vagy 10×10 hajtásképletű járóképes alvázat egy dízelmotor hajtja meg. A jármű terepjáró képessége jónak mondható. Az 1982-ben hadrendbe álló járműtípus az M520 Goer-t váltotta le.
A 10×10 hajtásképletű változatok (M1074 és M1075) az egységrakomány-rendszer (PLS; palletized load system) elsődleges alkalmazói. A járműcsaládot az Oshkosh Corporation gyártja, népszerű Oshkosh megnevezésük innen ered. Alvázát polgári használatban rendszerint repülőtéri nehéz-tűzoltójárművekben alkalmazzák.
Az Amerikai Tengerészgyalogság hasonló járműcsaládot alkalmaz Logistics Vehicle System (LVS) néven, melyeket szintén az Oshkosh gyárt. Az LVS-ek eltérése a 4×4 hajtásképletű motoros váz és a munkavégző rész közötti csuklóból ered (csuklós járművek), mely hasonló a nyerges vontatókhoz, egy moduláris hátsó rakodórendszert alkalmazva (Front Power Unit/Rear Body Unit). A HEMTT-k ezzel szemben egybeszerelt járművek, nem csuklósak. Mindegyik változat képes 1,21 méter (48 hüvelyk) mélységű vízben folyamatosan haladni, vontatócsörlővel felszereltek, illetve C–130 Hercules-ben, C–17 Globemaster III-ban és C–5 Galaxy-ban is szállíthatóak. Összesen körülbelül 13 000 darabot gyártottak le kilenc ország hadereje számára, a legidősebbek már harminc éve szolgálatban állnak.
A HEMTT típuscsalád leváltására a Future Tactical Truck System pályázat keretében fog sor kerülni, a HMMWV és a többi gumikerekes nehéz szállítójárművel együtt (M35, M54, M809, M939, FMTV).

## Típusváltozatok
A HEMTT-nek kilenc fő típusváltozata lett kifejlesztve.
M977Teherszállító 8×8 hajtásképletű változat, mely az összes hadfelszerelést képes szállítani az 5,48 méter (18 láb) hosszú rakodóplatón. Egy darab 1135 kg (2500 font) teherbírású darut is hordoz a jármű végébe szerelve. A daru 5,8 méteres gémkinyúlással bír, ezen a ponton tud 1,135 t-t emelni. Hasonló, de könnyebb az M985-höz, daruja is kisebb kapacitású. Változatai:
- M977
- M977A2
- M977A2R1

M978Tartályos folyadékszállító, 8×8 hajtásképletű tehergépjármű, mely elsősorban az elsővonalbeli járművek és helikopterek harcászati üzemanyag-ellátását hivatott ellátni. Szállítótartálya 9463 liter (2500 gallon) belső térfogatú. Változatai:
- M978
- M978A2
- M978A2R1

M983Nyerges 8×8 hajtásképletű vontatójármű, amely egy 30 kW-os generátorral és daruval felszerelve, mely a MIM–104 Patriot rakétaelhárító rendszer és az MGM–31 Pershing rakéták hordozójárműve (Pershing Erector Laucher) a CONUS tagállamokban. Európában Németországban ez egy MAN járműre van telepítve. Minden Patriot indítóállás egy M860 típusú vontatott állványra van építve. Változatai:
- M983
- M983A2
- M983A2R1

M984Műszaki-mentő jármű és műhelykocsi 8×8 hajtásképlettel. Nagy teherbírású darujának és hátsó felfüggesztő berendezéseinek köszönhetően a 10 tonnánál könnyebb járműveket 2-3 percen belül képes felemelni és elvontatni. Változatai:
- M983
- M983A1
- M983A2
- M983A2R1

M985Hasonló az M977-hez, erősebb daruval, jobb terhelhetőséggel és nagyobb össztömeggel, szintén 8×8 hajtásképletű.
M107410×10 hajtásképletű jármű.
M107510×10 hajtásképletű jármű. A Mobil betonkeverő modult (Concrete Mobile Mixer Module) is képes szállítani (M1075 CMMM). Az MLRS rakéták szállításához (4×6 csöves) kifejlesztett M989 HEMAT (Heavy Expanded Mobility Ammunition Trailer) nehézpótkocsit is alkalmazhatja.
M1120Az M1077 Flatrack járműre felhúzható–leengedhető plató révén konténeres és egyéb rakományok szállítására alkalmas 8×8 hajtásképletű, képes az M1076 PLST nehézpótkocsit is vontatni. Másik nevén a HEMTT–LHS (LHS, Load Handling System). Változatai:
- M1120
- M1120A2
- M1120A2R1

M1977Hídvető és utászjármű 8×8 hajtásképlettel.

## Külső hivatkozások
- Általános és részletfotók a Prime Portal-on
- Hybrid-Vehicle.org: Oshkosh HEMTT A3 hibridteherautó Archiválva 2021. április 10-i dátummal a Wayback Machine-ben
- Army Fact File: HEMTT
- Oshkosh weboldal: HEMTT